# Ньюпорт (місто, Вермонт)
Ньюпорт (англ. Newport) — місто (англ. city) в США, в окрузі Орлінс штату Вермонт. Населення — 4455 осіб (2020).

## Географія
Ньюпорт розташований за координатами 44°56′30″ пн. ш. 72°13′10″ зх. д. / 44.94167° пн. ш. 72.21944° зх. д. (44.941704, -72.219478).  За даними Бюро перепису населення США в 2010 році місто мало площу 19,77 км², з яких 15,10 км² — суходіл та 4,67 км² — водойми.

### Клімат
| Клімат : Ньюпорт        | Клімат : Ньюпорт | Клімат : Ньюпорт | Клімат : Ньюпорт | Клімат : Ньюпорт | Клімат : Ньюпорт | Клімат : Ньюпорт | Клімат : Ньюпорт | Клімат : Ньюпорт | Клімат : Ньюпорт | Клімат : Ньюпорт | Клімат : Ньюпорт | Клімат : Ньюпорт | Клімат : Ньюпорт |
| Показник                | Січ.             | Лют.             | Бер.             | Квіт.            | Трав.            | Черв.            | Лип.             | Серп.            | Вер.             | Жовт.            | Лист.            | Груд.            | Рік              |
| Абсолютний максимум, °C | 17,8             | 16,7             | 28,3             | 30,6             | 33,3             | 35,0             | 36,7             | 35,0             | 35,6             | 28,9             | 23,3             | 18,9             | 36,7             |
| Середній максимум, °C   | −3,2             | −0,6             | 5,0              | 12,3             | 20,6             | 24,9             | 27,2             | 26,0             | 20,8             | 13,9             | 6,2              | −0,6             | 12,8             |
| Середній мінімум, °C    | −14,7            | −13,4            | −7,4             | −0,4             | 6,2              | 11,3             | 13,8             | 12,7             | 8,2              | 2,8              | −2,6             | −10,6            | 0,6              |
| Абсолютний мінімум, °C  | −38,9            | −38,9            | −35,6            | −18,9            | −6,7             | −2,2             | 2,2              | 0,0              | −6,7             | −17,8            | −21,7            | −40              | −40              |
| Норма опадів, мм        | 75               | 55               | 75               | 74               | 93               | 100              | 106              | 106              | 96               | 88               | 88               | 79               | 1035             |
| ----------------------- | ---------------- | ---------------- | ---------------- | ---------------- | ---------------- | ---------------- | ---------------- | ---------------- | ---------------- | ---------------- | ---------------- | ---------------- | ---------------- |
| Джерело: NOAA           |                  |                  |                  |                  |                  |                  |                  |                  |                  |                  |                  |                  |                  |

## Демографія
Згідно з переписом 2010 року, у місті мешкало 4589 осіб у 1855 домогосподарствах у складі 1033 родин. Густота населення становила 232 особи/км².  Було 2222 помешкання (112/км²).
Расовий склад населення:
| - 94,7 % — білих - 1,5 % — чорних або афроамериканців - 0,9 % — корінних американців - 0,6 % — азіатів - 0,1 % — вихідців з тихоокеанських островів |

До двох чи більше рас належало 1,9 %. Частка іспаномовних становила 1,8 % від усіх жителів.
За віковим діапазоном населення розподілялося таким чином: 19,8 % — особи молодші 18 років, 62,4 % — особи у віці 18—64 років, 17,8 % — особи у віці 65 років та старші. Медіана віку мешканця становила 40,3 року. На 100 осіб жіночої статі у місті припадало 104,0 чоловіків;  на 100 жінок у віці від 18 років та старших — 107,8 чоловіків також старших 18 років.
Середній дохід на одне домашнє господарство  становив 44 793 долари США (медіана — 30 101), а середній дохід на одну сім'ю — 56 357 доларів (медіана — 43 696). Медіана доходів становила 38 191 долар для чоловіків та 27 273 долари для жінок. За межею бідності перебувало 26,0 % осіб, у тому числі 35,6 % дітей у віці до 18 років та 10,5 % осіб у віці 65 років та старших.
Цивільне працевлаштоване населення становило 1613 осіб. Основні галузі зайнятості: освіта, охорона здоров'я та соціальна допомога — 22,6 %, виробництво — 17,7 %, мистецтво, розваги та відпочинок — 11,0 %, роздрібна торгівля — 10,8 %.